# Holger Blom

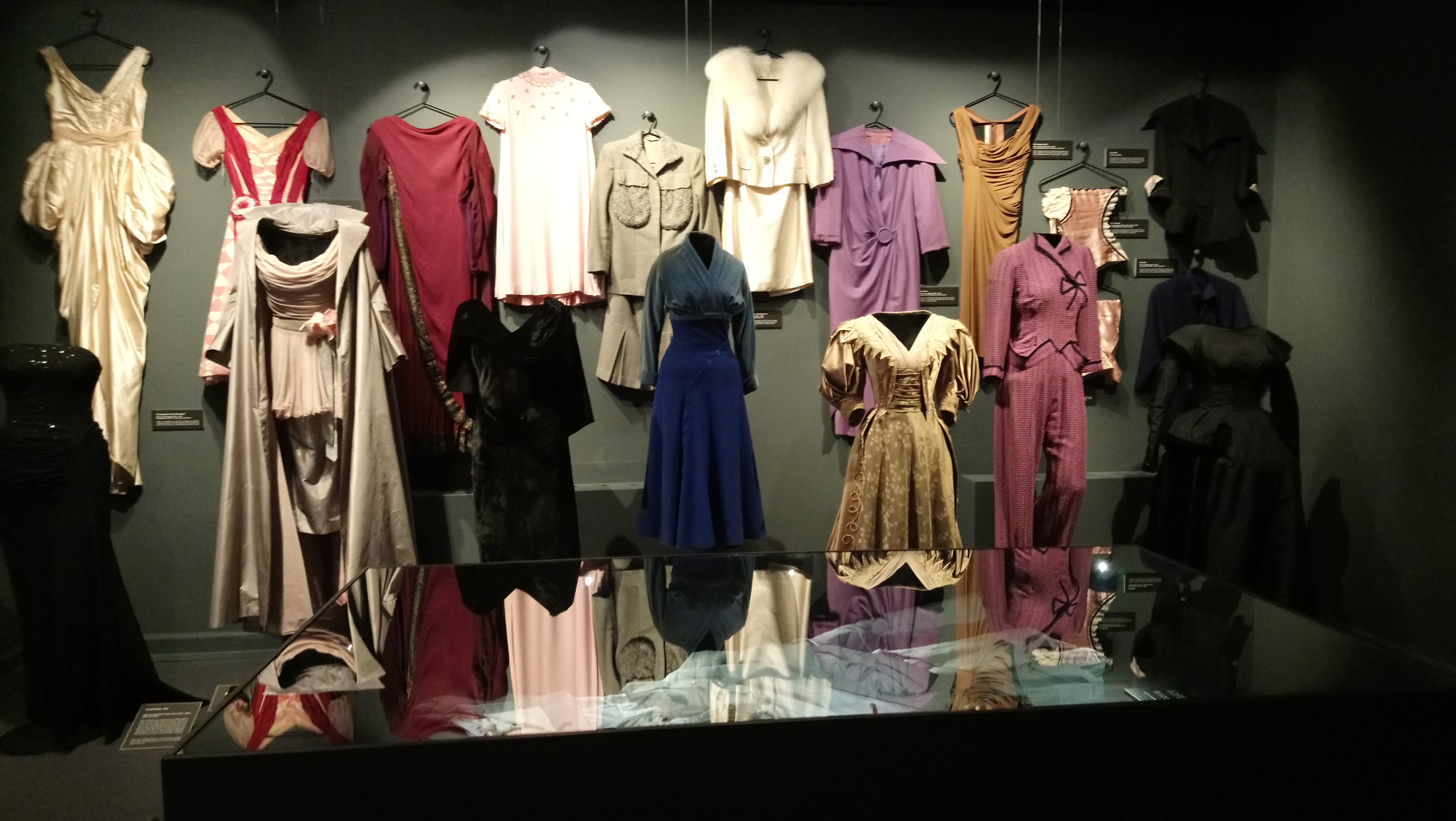
Des créations d'Holger Blom au musée de Skanderborg.

Holger Blom (né le 12 août 1905 à Skanderborg, au Danemark, et mort à Copenhague, le 19 mars 1965) est un couturier danois, célèbre pour les costumes qu'il a réalisés pour le théâtre ou le cinéma, mais aussi pour ses créations destinées à la famille royale de Danemark, et notamment à la reine Ingrid de Suède.